# International Healthcare Terminology Standards Development Organization
Die International Health Terminology Standards Development Organisation (IHTSDO) ist eine Non-Profit-Organisation, die SNOMED CT entwickelt und verbreitet. Sie hat ihren Sitz in Dänemark. Ziel ist es, mit der SNOMED-Terminologie den sicheren und effektiven Austausch von Gesundheitsinformationen zu unterstützen.

## Geschichte
Bis zum Jahre 2007 hat das College of American Pathologists (CAP) die SNOMED-Entwicklung koordiniert und in weiten Teilen auch finanziert. Es erklärte sich schließlich bereit, alle Rechte an eine internationale SNOMED CT Entwicklungsorganisation zu übergeben, die schließlich als IHTSDO gegründet wurde. Die Übertragung der Rechte zur IHTSDO war ein wichtiger Schritt zur Veränderung der Lizenzpolitik der ursprünglichen Lizenzgeber und damit zur weiteren Verbreitung und Internationalisierung von SNOMED CT.

## Organisation
Die IHTSDO wird von Mitgliedsländern in Zusammenarbeit mit der WHO getragen und finanziert. Bisher haben sich 14 Länder (USA, Kanada, Australien, Neuseeland, Singapur und in Europa Großbritannien, Dänemark, Niederlande, Schweden, Litauen, Estland, Zypern, die Slowakei und Spanien) zur Mitarbeit und vor allem Mitfinanzierung bereit erklärt.